# 中國野菰
中國野菰（学名：Aeginetia sinensis）是列當科野菰屬的全寄生植物。主要分布於華南、日本。其种加词“sinensis”意为“中华的”。

## 别名
日本稱本種植物為大南蛮煙管（オオナンバンギセル）或山南蛮煙管（ヤマナンバンギセル）。

## 形態
植株高15厘米至30厘米，全株無毛。莖長6厘米至7厘米，徑約5毫米，通常自基部開始分枝。葉著生於莖的基部，長6至8毫米，寬3至4毫米。
花單一頂生，花梗紫紅色，直立。花萼呈佛焰苞狀，長約5厘米，末端圓而鈍。花冠紫紅色，有時基部呈白色，形狀近似脣形花，花冠長約5厘米；花冠末端共有5瓣，每瓣呈圓形近似扇形，長約0.8厘米，寬約1厘米至1.2厘米，鋸齒緣。花絲長約1.5厘米。子房單室，4枚側膜胎座；花柱無毛，長約2.5厘米，柱頭直徑約8厘米。
蒴果圓錐狀，長約2.5厘米，徑約1.5厘米。種子多數，呈盤狀，徑約0.04毫米，種皮網狀紋飾。

## 習性
花期四月至六月，果期六月至九月。
多生長於海拔800米至900米的路邊。分布於日本、中國（安徽、福建、江西、浙江）。

## 外部連結
- 中國野菰 （页面存档备份，存于）